# Jan Adolf I
Jan Adolf I (ur. 2 listopada 1649, zm. 24 maja 1697) – książę Saksonii-Weißenfels z dynastii Wettynów od roku 1680 do śmierci.